# 鹿野短溝紅螢
鹿野短溝紅螢（学名：Plateros kanoi）为紅螢科短溝紅螢屬下的一个种。